# Плато Челленджер
Плато Челленджер (англ. Challenger Plateau) — большое подводное плато в Тасмановом море, расположено к северу от Южного острова Новой Зеландии и к югу от подводного хребта Лорд-Хау. Протяжённость около 500 км. Образовалось после разрушения Гондваны, является одной из пяти больших затопленных частей Зеландии.